# Квебецький блок
Квебе́цький блок (фр. Bloc québécois, вимовляється «Бльок кебекуа́») — канадська політична партія федерального рівня. Створена з метою захисту інтересів провінції Квебек у федеральному парламенті і сприяння незалежності Квебеку. Партія не виставляє жодного кандидата за межами Квебеку.
Квебецький блок — лівоцентристська соціал-демократична партія. Партію деколи вважають націоналістичною. Слід зазначити, що вона користується підтримкою не тільки етнічних квебекців, а й певної частини громадян іншого походження. Серед депутатів Блоку є кілька іммігрантів першого чи другого покоління.

## Історія
Ідея створення власної квебецької партії федерального рівня існує з 1930-х років. Проте, першою вдалою спробою став саме Квебецький блок.
У 1990 році група квебецьких депутатів федерального парламенту залишила свої партії (Консервативну або Ліберальну) та утворила нове політичне угруповання. На це рішення їх штовхнув провал Угоди озера Міч (англ. Meech Lake Accord).
Квебецький блок народився як тимчасове угруповання, яке мало саморозпуститися після перемоги на референдумі щодо незалежності Квебеку (якого так і не сталося) і визнання Канадою нової Квебецької держави. Натомість він перетворився на серйозну політичну партію, яка зазвичай отримує більшість голосів у провінції Квебек.